# Dimple Kapadia
Dimple Kapadia, także Dimple Shah (ur. 8 czerwca 1957) – indyjska aktorka filmowa.
Urodziła się w rodzinie mówiącej gudżarati. W 1973 jako 16-latka stała się sławna w ciągu jednej nocy, zagrawszy w filmie Raja Kapoora Bobby u boku jego syna, Rishiego Kapoora. 6 miesięcy wcześniej wyszła za mąż za supergwiazdę Bollywoodu Rajesha Khannę i wycofała się z kina.
Po rozwodzie w 1984 roku wróciła Bollywoodu, grając w Manzil Manzil z Sunnym Deolem (z którym łączono wówczas jej nazwisko). W 1985 roku wystąpiła znów u boku Rishiego Kapoora w filmie Saagar, który był bardzo kontrowersyjny dla widzów ze względu na krótką scenę topless. Nagrodzona National Film Award for Best Actress za rolę Rudaali. Zyskała wielkie uznanie za rolę alkoholiczki w Rób swoje!. W 2005 roku znów wystąpiła w parze z Rishim Kapoorem w Pyaar Mein Twist. W 2006 roku zagrała po raz pierwszy w filmie angielskojęzycznym Being Cyrus.
Jej córki i siostry także są aktorkami. Twinkle Khanna (Baadshah, Deszcz) od 2001, tj. od poślubienia aktora Akshaya Kumara, nie gra już w kinie. Rinke Khanna grała w drugoplanowych rolach w Mujhe Kucch Kehna Hai i Chameli. Podobnie jej siostra, Simple Kapadia, grała w Naksha, Deszczu czy Darr. Jej druga siostra, Reem Kapadia, popełniła samobójstwo. W 2002 roku Dimple Kapadia została babcią – Twinkle i Akshayowi urodził się syn, Araav.

## Filmografia
- Bobby (hindi) (1973)
- Zakhmi Sher (1984)
- Manzil Manzil (1984)
- Saagar (1985)
- Pataal Bhairavi (1985)
- Lavaa (1985)
- Aitbaar (1985)
- Arjun (1985)
- Vikram (1986)
- Allah Rakha (1986)
- Janbaaz (1986)
- Insaaf (1987)
- Insaniyat Ke Dushman (1987)
- Kaash (1987)
- Saazish (1988)
- Mera Shikar (1988)
- Gunahon Ka Faisla (1988)
- Bees Saal Baad (1988)
- Aakhri Adaalat (1988)
- Kabzaa (1988)
- Mahaveera (1988)
- Zakhmi Aurat (1988)
- Ganga Tere Desh Mein (1988)
- Ram Lakhan (1989)
- Action (1989)
- Touhean (1989)
- Batwara (1989)
- Sikka (1989)
- Shehzaade (1989)
- Ladaai (1989)
- Pati Parmeshwar (1990)
- Kali Ganga (1990)
- Jai Shiv Shankar (1990)
- Drishti (1990)
- Aag Ka Gola (1990)
- Pyaar Ki Naam Qurbaan (1990)
- Lekin (1990)
- Prahaar: The Final Attack (1991)
- Naramsimha (1991)
- Mast Kalandar (1991)
- Haque (1991)
- Khoon Ka Karz (1991)
- Dushman Devta (1991)
- Ajooba (1991)
- Ranbhoomi (1991)
- Angaar (1992)
- Karm Yodha (1992)
- Dil Aashna Hai (1992)
- Rudaali (1993)
- Gunaah (1993)
- Aaj Kie Aurat (1993)
- Gardish (1993)
- Pathreela Raasta (1994)
- Krantiveer (1994)
- Antareen (1994)
- Share Bazaar (1997)
- Agni Chakra (1997)
- Mrityudaata (1997)
- 2001 (1998)
- Laawaris (1999)
- Hum Tum Pe Marte Hain (1999)
- Rób swoje! (2001)
- Leela (2002)
- Hum Kaun Hai? (2004)
- Pyaar Mein Twist (2005)
- Being Cyrus (2006)
- Banaras - A Mystic Love Story (2006)
- Luck by Chance (2009)
- Tenet (2020)